# Rhesala punctisigna
Rhesala punctisigna is een vlinder uit de familie van de spinneruilen (Erebidae). De wetenschappelijke naam van deze soort is voor het eerst voorgesteld door George Francis Hampson in een publicatie uit 1926.
De soort komt voor in Kenia.